# Bogusław Wit
Bogusław Wit lub też Bogusław Wit-Wyrostkiewicz, właściwie Bogusław Wyrostkiewicz (ur. 1946, zm. 1984) – polski poeta, publicysta i krytyk teatralny.

## Życiorys
Urodził się 20 grudnia 1946 roku w Olkuszu (choć niektóre źródła błędnie podają 16 maja 1947).
Studiował na Wydziale Filozoficznym Akademii Teologii Katolickiej w Warszawie. Był sekretarzem pisarza i polityka Jerzego Zawieyskiego, który zapisał mu swój dom w podwarszawskim Kostancinie. W latach 80. XX wieku brał udział w opracowaniu dzienników Zawieyskiego, których wybór ukazał się 1983 roku.
Był współzałożycielem Stowarzyszenia Kultury Słowiańskiej. W ostatnich latach życia był redaktorem wydawanego przez PAX, tygodnika „Kierunki”. 
Za życia opublikował tomik poezji pt. Wołanie o słowo, który ukazał się w Londynie, nakładem Oficyny Poetów i Malarzy.
Bogusław Wit jako osoba homoseksualna był w związku między innymi z pisarzem Jerzym Andrzejewskim.
Wit miał być równie zarejestrowany w latach 1965–1984 jako tajny współpracownik TW „Krzysztof” (wyrejestrowany został dopiero z powodu swojej śmierci). Jego teczka została zniszczona w grudniu 1989 roku, jednak zachowały się między innymi jego zapisy ewidencyjne.

## Wybrana bibliografia autorska
- Odbicia i sobowtóry (Słowiańska Oficyna Wydawnicza "Slavia", Warszawa, 1986)
- Rozmowy z Dawidem (Księgarnia Świętego Wojciecha, Poznań, 1986)
- Wołanie o słowo (Oficyna Poetów i Malarzy, Londyn, 1977)